# 雷塔马尔德列雷纳
雷塔马尔德列雷纳，是西班牙埃斯特雷马杜拉巴达霍斯省的一个市镇。总面积96平方公里，总人口531人（2001年），人口密度6人/平方公里。